# اریک فوتورینو
اریک فوتورینو (فرانسوی: Éric Fottorino‎؛ زادهٔ ۲۶ اوت ۱۹۶۰) یک روزنامه‌نگار، و نویسنده اهل فرانسه است.
فوتورینو از ۱۹۹۸ تاکنون بیش از سی کتاب ادبی و سیاسی از جمله بوسه‌های سینما (Baisers de cinéma)، داعش کیست؟ درک تروریسم نو (Qui est Daech ? Comprendre le nouveau terrorisme) و چرا ترامپ؟ (?Pourquoi Trump) منتشر کرده‌است. وی در سال ۲۰۰۴ برندهٔ جایزه prix des libraires و در ۲۰۰۷ برنده جایزه فمینا شده‌است.

## آثار
- بوسه‌های سینما، مترجم سارا سمیعی، تهران: خجسته‏‫، ۱۳۸۸.[۱]
- گمشدهٔ سینما، ترجمهٔ سویل زینالی‌گرگری، تهران: افق‏‫، ۱۳۸۹.[۲]